# Grindcore
Grindcore je agresivní hudební styl charakterizovaný silně zkreslenými, podladěnými kytarami ovlivněnými stylem crust a punk hardcorem a rychlým bubnováním. Grindové skladby jsou jen zřídkakdy delší než dvě minuty a často jen několik sekund dlouhé. Vokály obsahují klasický growling nebo vysoké ječáky (screaming), stejné, jako jsou ve stylu crust. Texty kapel se věnují sociálním a politickým problémům, právům zvířat, ekologii, občas mají ale i brutální a sadistické texty. Vznik grindcoru se počítá rok 1981 založen kapelou Napalm Death.

## Historie
Styl se začal propagovat v 80. letech 20. století ve Velké Británii, kapelami Napalm Death nebo Carcass. Pojem „grindcore“ se začal používat až ve spojení s bubeníkem z Napalm Death Mickem Harrisem. Mnoho začínajících grindových kapel bylo uvedeno na kompilaci Grind Crusher labelu Earache Records.
Kořeny stylu mohou být spojovány s britskými crust, americkými hardcore punk kapelami, jako jsou britští Discharge a Amebix, američtí Siege, Deep Wound, Cryptic Slaughter a Repulsion. HC punková kapela Killing Joke byla také z počátku ovlivněna Napalm Death.
Mnoho z těchto raných kapel bylo považováno za součást anarchopunkové a hardcore punkové scény, ale hodně těchto anarcho-punkových kapel v Anglii a hardcore punkových skupin v USA měli společné hudební prvky.

## Mikrosongy
Jednou z velmi známých charakteristik grindcoru a spřízněných stylů je mikrosong. Jsou to skladby trvajicí několik málo sekund. Skladba skupiny Napalm Death You Suffer byla shledána, se svojí délkou (o něco více než 1 sekunda), nejkratší písní vůbec. V roce 2001 se skupina Brutal Truth zapsala do Guinnessovy knihy rekordů se svým klipem, dlouhým 2 sekundy (skladba Collateral Damage – nejkratší videoklip). Ale jiní, jako jsou Cripple Bastards na svém demu 94 Flashback di un Massacro a Agoraphobic Nosebleed na svém 3"CD/10"LP Altered States of America to dotáhli do ještě větších extrémů. Altered States of America obsahovalo 100 skladeb, s délkou začínající od čtyř sekund až k songům dlouhým přes jednu minutu. Celková délka alba byla 21:44. Severoamerická kapela Anal Cunt nahrála EP 5643 Song, které obsahovalo 5643 skladeb v méně než 15 minutách, nahraných pomocí kreativního spojení skladeb a nahrávacích postupů.

## Kapely
- ACxDC
- Agathocles
- Agoraphobic Nosebleed
- Anal Cunt
- Assück
- Birdflesh
- Brutal Truth
- BUM
- Carcass
- Člověk v plísni
- Defecation
- Discordance Axis
- Dying Fetus (dříve)
- Exhumed
- Genghis Tron
- Haggus
- Head of David
- Hyperemesis
- Impetigo
- Insect Warfare
- Insistent
- Extreme Noise Terror
- Last Days of Humanity
- Magrudergrind
- Malignant Tumour (dříve)
- Misery Index
- Napalm Death
- Nasum
- Needful Things
- O.L.D. (Old Lady Drivers)
- Onanizer
- Perfecitizen
- Pig Destroyer
- Repulsion
- Rot
- Rotten Sound
- S.O.B.
- Terrorizer
- Unholy Grave
- Vomitoma
- Wormrot
- Xavlegbmaofffassssitimiwoamndutroabcwapwaeiippohfffx
- Xysma